# Basilide Del Zio
Basilide Del Zio (Melfi, 12 juin 1839 - Melfi, 18 février 1919) est un écrivain italien. Médecin, frère du patriote et homme politique Floriano Del Zio, il est surtout connu pour ces travaux sur le brigandage post-unitaire (en particulier celui de Vulture-Melfese) et sur son principal représentant, Carmine Crocco.

## Principaux travaux
- Le brigand Crocco et son autobiographie (1903)
- Melfi : les Agitations Melfeses, le Brigandage (1905)
- La conférence du professeur G. Battista Guarini à l'occasion du cinquantième anniversaire de l'insurrection de Potenza (1911)
- Melfi dans l'histoire et la pensée de Dante (1912)
- Souvenirs de l'histoire de la patrie (1915)